# Wianecznik koronowy

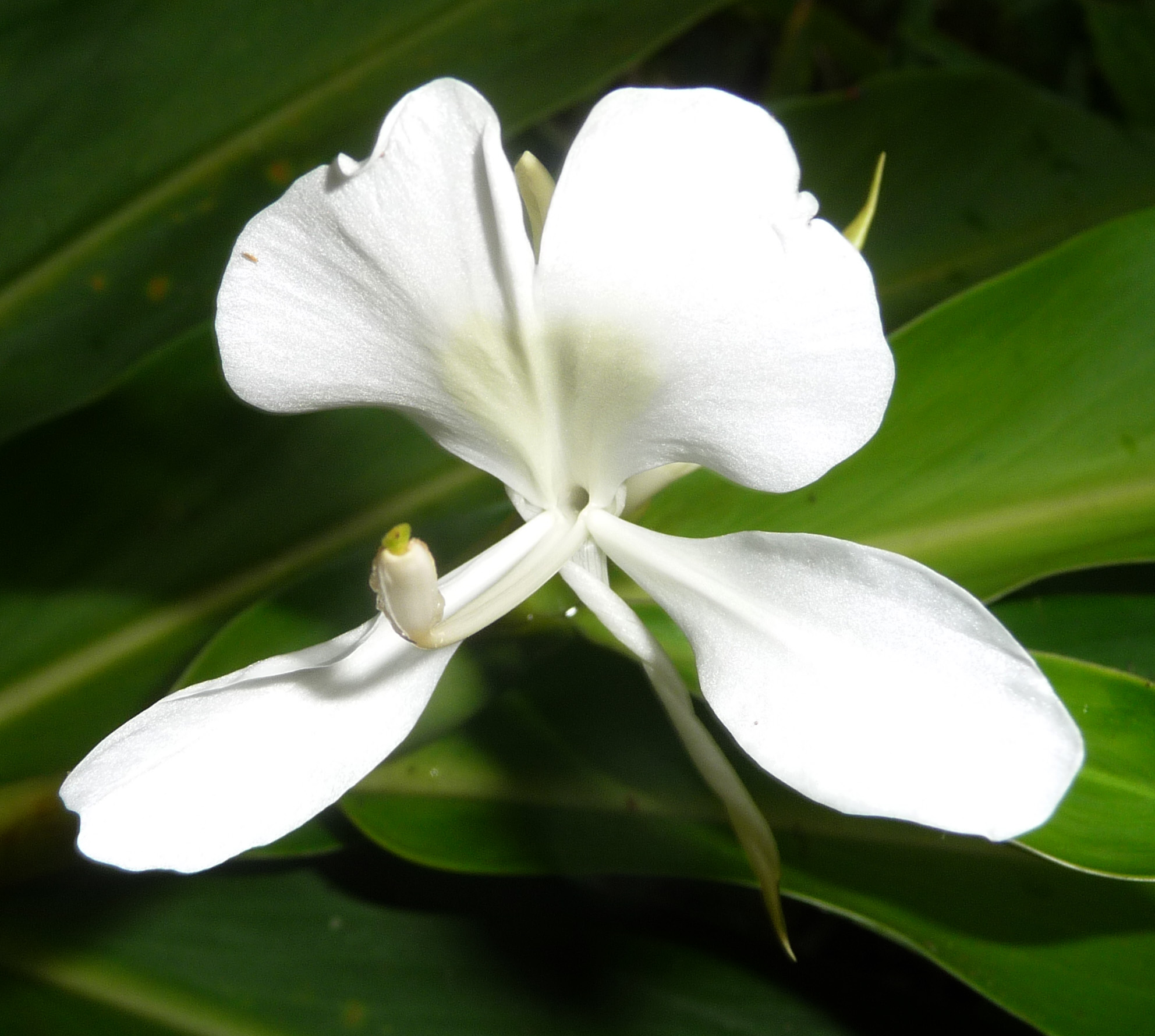
Kwiat

Wianecznik koronowy, hedychium koronowe (Hedychium coronarium) – gatunek roślin z rodziny imbirowatych. Pochodzi z pogórza Himalajów, prawdopodobnie z terenu Indii i Birmy, od tysiącleci w uprawie. Introdukowany w wielu krajach tropikalnych. Gatunek uznany za inwazyjny na Hawajach, Jamajce i w Nowej Zelandii. Na Kubie gatunek uważany jest za "kwiat narodowy". Według tradycji w okresie walk o niepodległość pod kwiatami, wpiętymi we włosy kobiety przenosiły tajne wiadomości. 

## Morfologia
KłączeGrube, guzowate, płożące się. Pędy do 2 m wysokości.
LiścieDługie, lancetowate, osadzone pochwiasto. Do 60 cm długości.
KwiatyBiałe, o słodkim zapachu.

## Zastosowanie
- Kwiaty często wykorzystywane do wykonywania hawajskich girland lei.
- Olejek stosowany w przemyśle perfumeryjnym.